# Brug 89
Brug 89 is een vaste brug in Amsterdam-Centrum.
De brug ligt in de Weteringstraat. Ze overspant daarbij de Lijnbaansgracht. De uitloop van de brug is verbonden met de Weteringpoort (brug 90). De brug is een anachronisme.
Hier ligt al eeuwen een brug. Zowel Daniël Stalpaert (1662) als Frederik de Wit (1688) tekende hier een brug op hun plattegrond. Op die kaart is dan ook al de bijbehorende Weesperpoortsluis te zien. Het water van de Lijnbaansgracht werd daardoor ververst vanuit de Singelgracht en men hield enige stroming op gang. De brug werd eigenlijk eeuwenlang in dezelfde staat gehouden, een vaste brug met drie doorvaarten. Er is een tekening van Gerardus Hermanus Johannes Keve, waarop de (vermoedelijke) situatie in 1764 is weergegeven; een houten brug op houten jukken. In juli 1887 veranderde de brug. Er werd een aanbesteding gedaan voor het vernieuwen van de vaste brug no. 89. Het werd een ijzeren liggerbrug tussen twee gemetselde walhoofden, de overspanning werd gedragen door (nog steeds) houten jukken. Het was kennelijk een eenvoudige klus, want in januari 1888 werd het werk als voltooid opgegeven. Het werd stil rond de brug, mede veroorzaakt door het feit dat er maar weinig verkeer over de brug voert, is de mening in 1928. De gemeente zocht een uitweg voor het drukke verkeer over de Vijzelgracht (dan nog gracht). Of die plannen door zijn gegaan is vooralsnog onbekend, maar in 1968 wordt geconstateerd dat de brug zich in een slechte staat bevindt. Er werd gekozen voor een ingrijpende restauratie. Aan die vernieuwing van deze brug, brug 216 en brug 223 (aan beide zijden van Rusland hing een prijskaartje van 1,1 miljoen gulden. Voor de bruggen bij Rusland werd gekozen voor bruggen die pasten in het historisch stadsgezicht ter plaatse. Dat vond de gemeente bij brug 89 niet nodig; de Lijnbaansgracht was voor wat uiterlijk niet interessant, hetgeen ook terug te vinden in de nieuwbouw van panden in de buurt. In juni 1971 werd de brug afgesloten voor verkeer en werd begonnen met de sloop van de brug en de nabijgelegen rioolzinker, want ook die was deels vergaan. Voetgangers konden gebruik maken van een noodbrug. Het ontwerp kwam van de Dienst der Publieke Werken, waar Dick Slebos toen architect was. Het is niet duidelijk of de brug ook van zijn hand is. Het werd een brug met een moderne Verbundträgerdek, maar dan wel weer met ijzeren traditionele balustraden. De brugpijlers werden van beton. Het opvallendst aan de brug is echter de kleur. Daar waar bijna alle bruggen in het stadscentrum in Amsterdam voornamelijk een groen uiterlijk hebben, is deze brug in het wit uitgevoerd. De brug kreeg daarmee een uiterlijk van de bruggen die in Slotermeer geplaatst werden. Frans V. Smit heeft het over een experiment. Na oplevering van de brug werd het opnieuw stil, er is nauwelijks verkeer rond de brug.
1 · 2 · 3 · 4 · 5 · 6 · 7 · 8 · 9 · 10 · 11 · 12 · 13 · 14 · 15 · 16 · 17 · 18 · 19 · 20 · 21 · 22 · 23 · 24 · 25 · 26 · 27 · 28 · 29 · 30 · 31 · 32 · 34 · 35 · 36 · 37 · 38 · 39 · 40 · 41 · 42 · 43 · 44 · 45 · 46 · 47 · 48 · 49 · 50 · 51 · 52 · 53 · 54 · 55 · 56 · 57 · 58 · 59 · 60 · 61 · 62 · 63 · 64 · 65 · 66 · 67 · 68 · 69 · 70 · 71 · 72 · 73 · 74 · 75 · 76 · 77 · 78 · 79 · 80 · 81 · 82 · 84 · 85 · 86 · 87 · 88 · 89 · 90 · 91 · 92 · 93 · 94 · 95 · 96 · 97 · 98 · 99 · >>>
Brugnummers 33 en 83 zijn niet (meer) vergeven